# Allium plurifoliatum
Allium plurifoliatum — вид рослин з родини амарилісових (Amaryllidaceae); ендемік Китаю.

## Опис
Цибулини зазвичай скупчені, циліндричні, потовщені біля основи, 0.3–1 см в діаметрі; зовнішня оболонка від чорнувато-коричневої до жовтувато-коричневої. Листки майже рівних стеблині, 2–6(8) мм завширшки, знизу сизі, краї закручені, верхівка довго загострена. Стеблина 15–40 см, кругла в перерізі, вкрита листовими піхвами на ≈ 1/2 довжини. Зонтик нещільний. Оцвітина блідо-червоний або від блідо-пурпурового до пурпурового; зовнішні сегменти яйцюваті, човноподібні, 3.5–4.5(6.5) × 1.5–2.4(3.4) мм; внутрішні яйцювато-довгасті, 4–5(7) × 1.5–2.4(3.4) мм, верхівки укорочені або тупі. Період цвітіння й плодоношення: липень — жовтень.

## Поширення
Ендемік Китаю — південно-західний Аньхой, Ганьсу, північно-західний Хубей, Шеньсі, Сичуань.
Населяє ліси, схили, пасовища; 1600–3300 м.